# زمین‌لرزه ۱۴۰۳ کاشمر
زمین‌لرزه ۱۴۰۳ کاشمر زمین‌لرزه‌ای به بزرگی ۵ ریشتر بود که در ساعت ۱۳:۲۴ و در تاریخ ۲۹ خرداد ۱۴۰۳ در نزدیکی شهر کاشمر، میان دو شهرستان کاشمر و شهرستان خلیل‌آباد واقع در استان خراسان رضوی رخ داد.

## خسارات و تلفات
از خسارت‌های جانی این زمین‌لرزه ۱۲۰ نفر مصدوم و ۴ کشته گزارش شده است. طبق گفتهٔ اصغر کوهسرخی، شهردار وقت کاشمر به ۳۰۰ خانهٔ روستایی در طی این زلزله خسارت وارد شد که بیشتر آن‌ها در بافت فرسوده بوده و در بخش‌هایی از شهر نیز ریزش نما رخ داده است.
همچنین در تاریخ ۱ تیر ۱۴۰۳ پس‌لرزه‌ای به بزرگی ۳٫۸ ریشتر باعث مصدوم‌شدن ۱۲ نفر شد که آمار کلی مصدومان را به ۱۳۲ نفر افزایش داد.

## نگارخانه

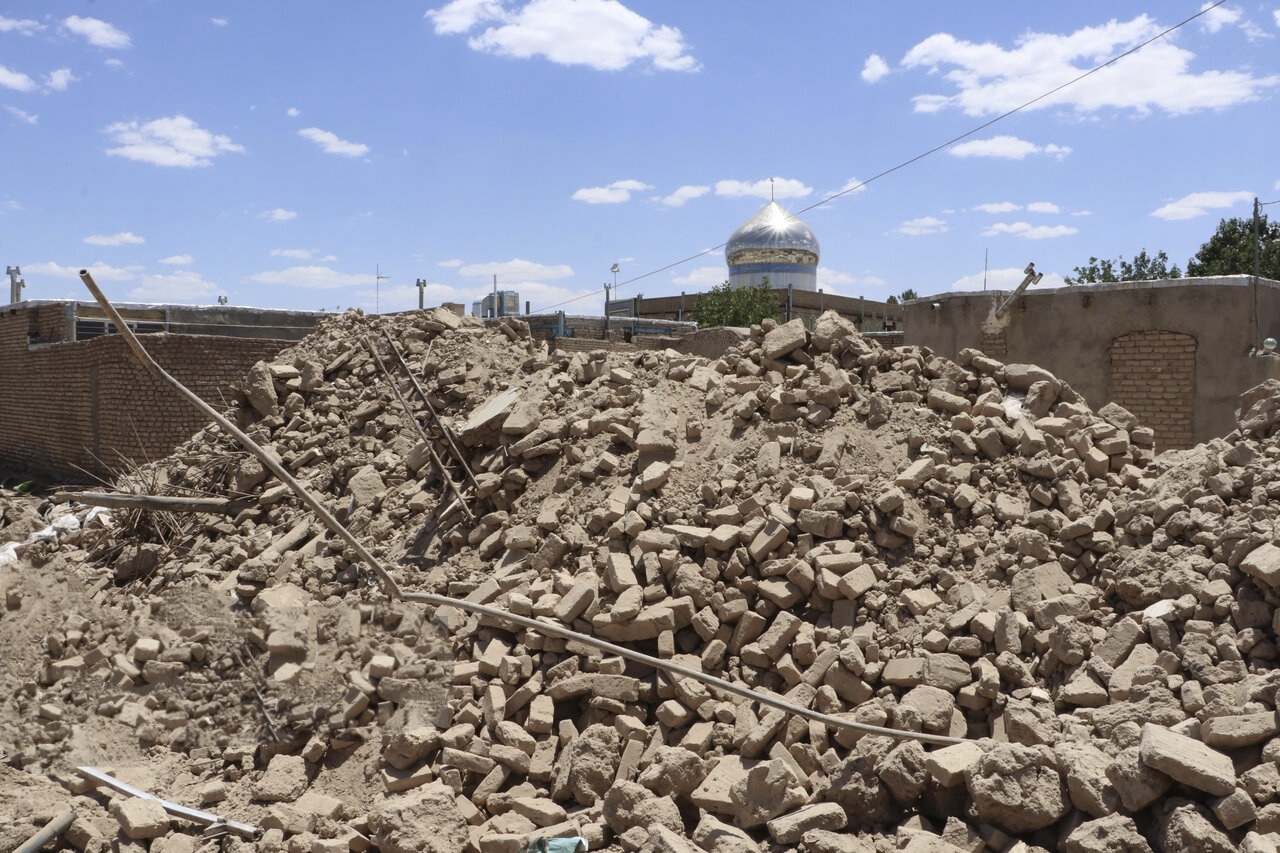
ویرانی خانه‌های فرسوده در روستای زنده جان که منجر به مرگ دو نفر شد
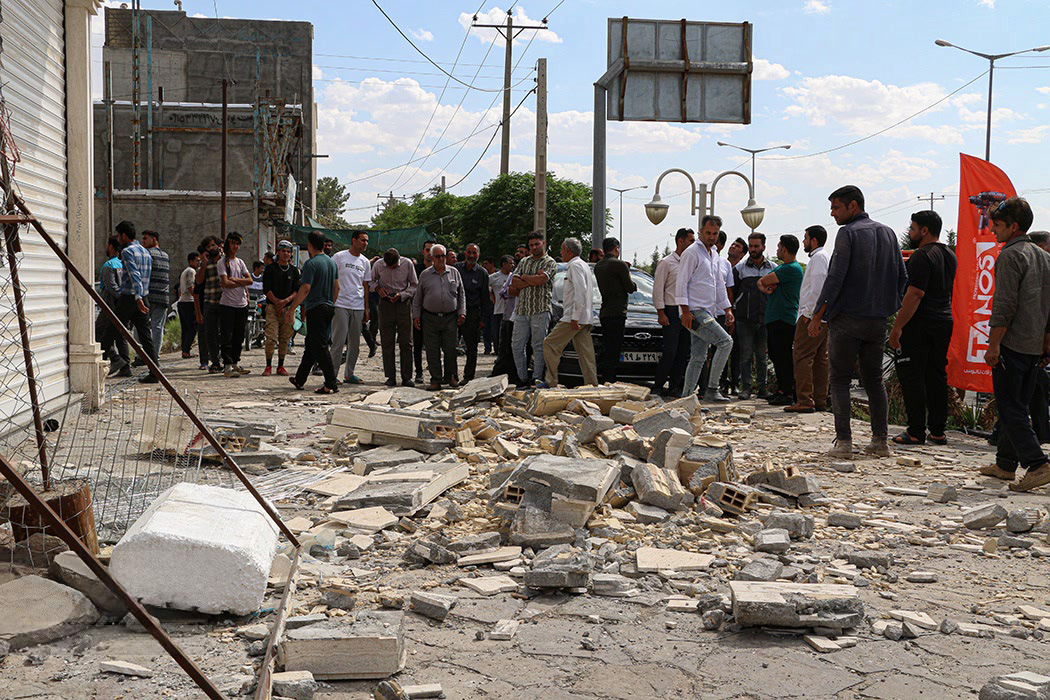
ریزش نما در شهر کاشمر که منجر به مرگ دو نفر شد
- ویدئویی از توضیحات جواد نیک‌بین به مردم خسارت‌دیده بعد از زمین‌لرزه
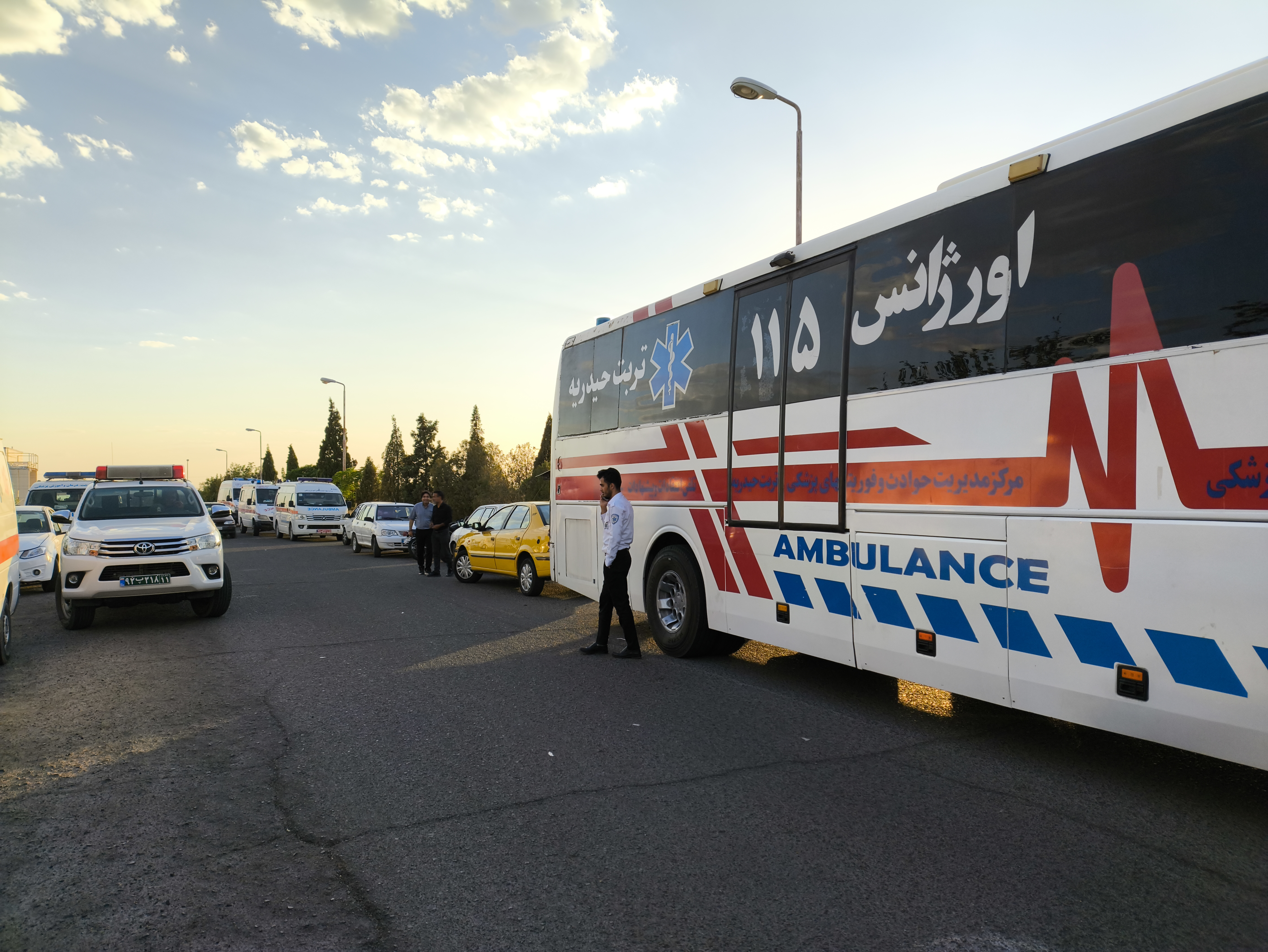
اعزام انواع ماشین‌آلات خدماتی از شهرستان‌های همجوار به کاشمر
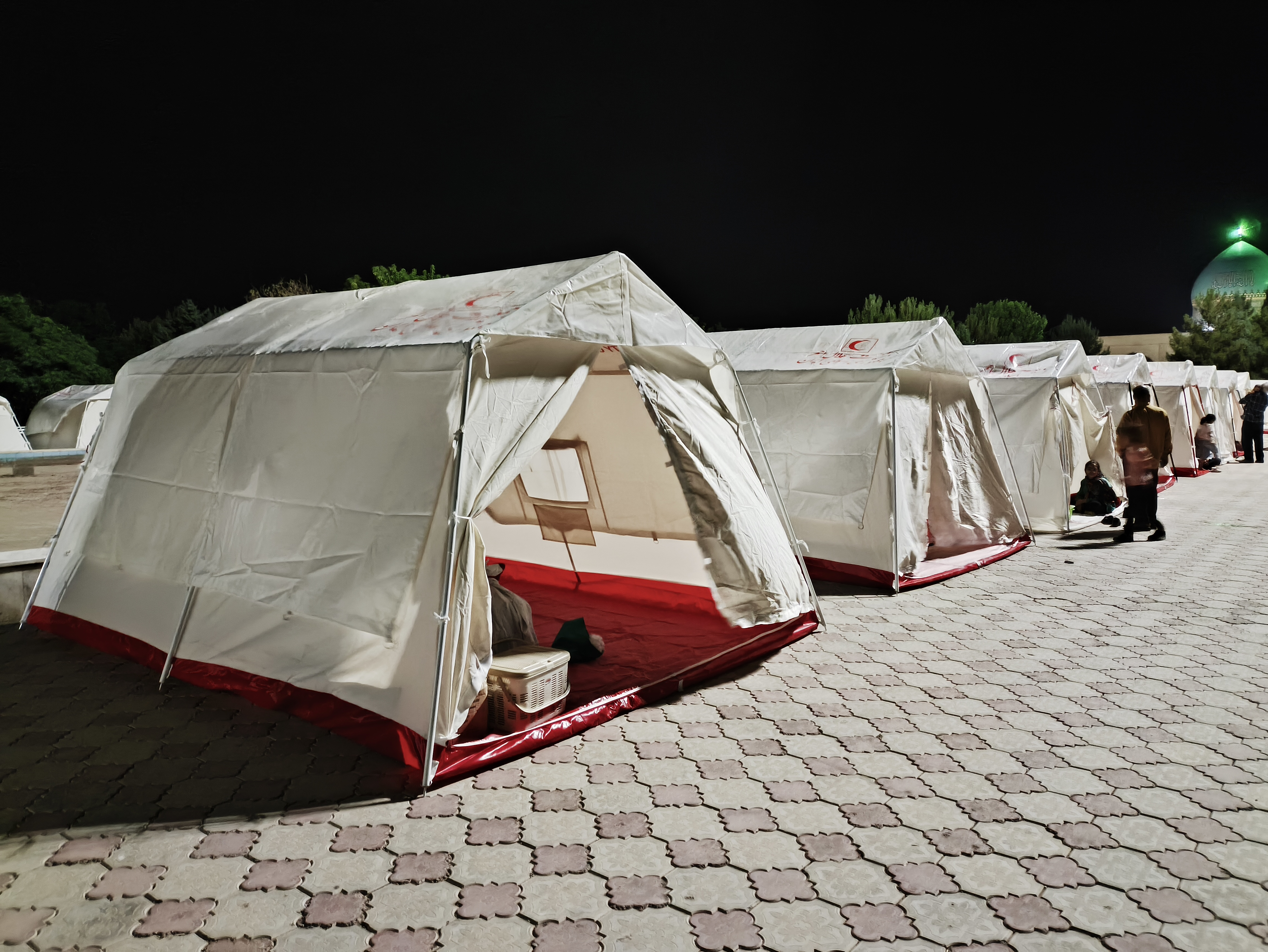
برپایی بیش از ۷ اردوگاه اسکان اضطراری در شهرستان کاشمر
- ویدئویی از عملیات آواربرداری در روستای زنده جان پس از زمین‌لرزه